# レオ・シラード
レオ・シラード（Leo Szilard, ハンガリー名:Szilárd Leó [ˈsilaːrd ˈlɛoː], 1898年2月11日 – 1964年5月30日）は、ハンガリー生まれのアメリカ合衆国の物理学者、分子生物学者。姓はカナ表記ではジラードとも。
1939年、アルベルト・アインシュタインを通じたフランクリン・ルーズベルト米大統領への進言（アインシュタイン＝シラードの手紙）によって、原子爆弾開発のきっかけを作った人物として知られる。
原爆開発の開始に大きな役割を演じたにもかかわらず、第二次世界大戦末期には無警告の日本への原爆投下を阻止しようとして活動した点をもって、「良識派」と見なされることが多い反面、科学史研究家の中には、こうした見方を否定する研究家もおり、科学史上の評価は割れている。戦後は、核軍備管理問題に関して積極的な活動を続けた。
一つのことを突きつめ業績を積み上げるよりも、知的放浪者として広い分野で創造的なアイデアを生み出すことを楽しみ、熱力学や核物理学から分子生物学に至る科学的研究に止まらず、社会的活動や政治的活動にも積極的に関わった。
先述の「アインシュタイン＝シラードの手紙」をはじめ、他の科学者や有力者との接触によっていくつかの活動を影で支援した。

## 業績・活動
シラードの興味の対象は幅広く、また彼の波乱に富んだ生涯と切り離せない。熱統計力学、原子核物理学、分子生物学の科学的研究のみならず、先進の物理的アイデアに基づいた多くの特許や、社会活動団体の設立、さらには小説の執筆にまで及ぶ。一方、その根底にある、独立した個人の創造性への信念と人道主義的な世界救済の思想は生涯変わることがなかった。
論文よりも特許を申請することを好み、原子炉や粒子加速器など多くの先進的なアイデアが特許として残されている。科学のみならず世界情勢に関しても人より先を見通すことに長けており、そうした自己の信念やアイデアを絶対視して周囲をまとめようとしたため、しばしば同僚研究者を苛立たせた一方で、その洞察力には一目置かれた。亡命後はわずかなスーツケースを携えてホテル暮らしをし、しばしば朝から何時間も湯舟に浸かって思索するのを好んだ。

### エントロピーと生物学
シラードの科学的研究対象は熱統計力学に始まり分子生物学に終わった。1922年の博士論文と、その半年後に書かれた論文はエントロピー増大則（熱力学第二法則）に関するものであり、特に後者はこの法則と矛盾するように見えるために長らく熱力学を悩ませていた難題であるマクスウェルの悪魔を扱っていた。
この論文でシラードはシラードのエンジンと呼ばれる理論モデルを用いて、熱力学の概念であったエントロピーが観測によって得る情報の概念と直接に繋がっていることを示し、観測行為が一定の平均エントロピー生成と本質的に結びついているとしてエントロピー増大則は守られると主張した。現在ではこのシラードの解釈は修正を受けているものの、エントロピーと情報との関係を示すこの先駆的な指摘は、1940年代後半にクロード・シャノンが情報理論にエントロピーの概念をより明確に導入し、確率論の上で定義された情報が研究対象となるまで長らく忘れられていたものであった。
シラードは、このマクスウェルの悪魔の議論に、より一般に生命それ自体への理解へと繋がるものを見ていた。それが得られるような物理学と生物学を繋ぐ一般的理論では、統計力学がいう平衡状態が混沌ではなく、むしろ力学を越えて高次の秩序へ向かうものを意味するものとなるだろうと考えた。シラードの論文集に序文を寄せた分子生物学者ジャック・モノーは、シラードが「心の中ではいつでも生物学者であった」とし、シラードの生物学への転向をこうした「マクスウェルの悪魔の熱力学についての初期の研究への回帰」であったのではないかとしている。

### 核物理学への傾注
こうした生物物理学への志向にもかかわらず、時代的制約によって壮年期のシラードの研究はほぼ原子核物理学へと向けられた。1933年、ドイツを逃れてほどなく、中性子による核連鎖反応の可能性に思い至り、以降核物理学の研究に没頭する。しかし、このシラードのひらめきは核分裂の発見に6年先立つものであったため、その前半は不安定な身分の中での孤独な研究に身を投じることとなった。1934年、浴槽で思索に耽っていたとき、中性子捕獲した後の核反応生成物を分離する方法を思いつき、シラード＝チャルマーズ効果 (Szilard-Chalmers effect) を発見している。
1939年にウラン原子核の核分裂が発見され、シラードの懸念が一転して物理学の中心的話題となると、エンリコ・フェルミらやフレデリック・ジョリオ＝キュリーらと平行して核分裂実験で二次中性子の放出を確認した。第二次世界大戦中、研究は極秘の原子爆弾開発計画であるマンハッタン計画として政治の世界へと飲み込まれることとなった。マンハッタン計画初期には、フェルミらに協力して世界初の原子炉シカゴ・パイル1号を実現に導いたが、計画を指導した陸軍との確執が深まるとともに政治的な活動に深く関わっていった。戦後、核開発競争の時代となってからも、こうした核管理問題に関する政治的活動に積極的に携わった。

### アイデアと特許
シラードは、立場や環境に束縛されない独立した個人でいることによって、人の創造性が最大限に発揮できるものと考えていた。幼少期から多くの新奇なアイデアの創出や発明に熱中したが、学位を得るとともに、固定した学問的地位を得るよりも、多くの同僚研究者の間を「知的放浪者」として忙しなく巡り様々な忠告を行うのを習慣とした。こうした行いからベルリン時代には「最高指導者」 (Generaldirektor) とあだ名され、厚かましい者と煙たがられた一方で、思いもよらない有用なアイデアを与えることもあった。一方、多様な研究者との会話から生まれてきたアイデアは、数多くの特許という形で残された。博士号を得た直後の1923年、カイザー・ヴィルヘルム研究所でX線回折の研究を行っていたハーマン・フランシス・マークを尋ねた後、シラードはX線センサー素子に関して初の特許を申請している。
エルンスト・ルスカがそれを実際に製作したのと同じ1931年に単純な形式の電子顕微鏡の特許を申請しているが、デニス・ガボールによればそのアイデアをシラードから初めて聞いたのはその4年前だったという。これより前に、線形加速器さらにはサイクロトロン、ベータトロンに関する特許を相次いで出願している。サイクロトロンの特許出願はアーネスト・ローレンスがそれを思いついた時期に数か月先立ち、やはりその実現の4年前であった。
これらベルリン時代の発明の中で最も実現に近づいたものは冷蔵庫用の可動部のないポンプに関する一連の特許であった。この頃の冷蔵庫は冷媒として有毒なガスを用いており、ポンプの可動部の隙間からガスが漏れ出して死亡する事故が度々起きていた。アインシュタインと親しい付き合いをしていたシラードは、こうした事件を受け、液体金属を外部から電磁誘導によって流動させるなど3種類の冷却装置の設計を共に行って連名で特許を取得した。
アインシュタインとシラードの冷蔵庫も参照。その一部はゼネラル・エレクトリック社のドイツ法人 (Allgemeine Elektricitätsgesellschaft, AEG) で試作されたものの、騒音の低減ができなかったことや経営状況の悪化のために実用化されることは無かった。
その後イギリスでは初期の核連鎖反応のアイデアを特許とし、アメリカではエンリコ・フェルミとの黒鉛型原子炉に関する特許を残している。
さらに使用済み核燃料に多くの新たな燃料を含む原子炉である増殖炉、微生物の連続培養装置であるケモスタットなどを発案した。
シラードはこうした新たなアイデアを出すことには熱心だったものの、その後は興味を失うことが多く、こうした特許のうちで実現を試みたものは少なかった。またシラードの特許への嗜好を利己的で科学者らしくないと考える同僚も多かったが、シラードは彼が理想とした組織から独立した個人としているために必要なものだと考えていた。しかし結果としてこうした発明の多くはシラードに利益をもたらしていない。
1933年の経済学者ウィリアム・ベヴァリッジらによる亡命学者受け入れのための学術支援評議会 (Academic Assistance Council, AAC) の設立や、1963年の生物学者ジョナス・ソークによるソーク研究所の設立には、こうしたシラードの早期の働きかけがあった。また、パグウォッシュ会議での儀礼的なやり取りに飽き足らず、新たなアイデアの創出と実効的な議論を求め両陣営の科学者や実務者による小規模で非公式な会議を度々企画したが、やはり実現に至ることはなかった。

### 核軍備管理
シラードはH. G. ウェルズと同様に世界政府 (world government) の実現や世界法の制定による戦争の廃絶を理想とした。シラードにとって冷戦期の問題は、全面核戦争を起こすことなく戦争を廃絶させる国家の上位組織を作り上げる道を見出せるかどうかということだったが、晩年までその見通しは暗いものと考えていた。シラードはその原因をナショナリズムと信頼の欠如とに見ていた。こうした理想の一方で、戦後の核開発競争に抗してなされたその時々の主張はプラグマティックで、またしばしば奇抜なものであった。シラードのアメリカ政治に対する分析は多元主義的なものであり、ニューレフトの急進主義や、理想主義的な平和主義、また政府のシンクタンクとも距離をとり、その信は飽くまで科学者コミュニティーの合理主義に置かれた。しかし、戦後の他の軍縮活動と同じく、いずれの活動も冷戦の大きな政治的力の前で決定的な役割を果たすものとはならなかった。

## 生涯
1898年、当時のオーストリア＝ハンガリー帝国、ブダペストで土木技師の父ルイ・シュピッツ (Louis Spitz 名-姓) と母テクラ (Tekla) の間の3人兄弟の第一子として生まれた。レオが2歳のとき政府による改名圧力のため家族は姓をハンガリー風のシラード (Szilárd) へと改めた。母方の叔父ヴィドル・エミル (Vidor Emil 姓-名) は後に有名となった建築家であり、レオはヴィドルの最初の作品である大邸宅で母の両親・姉妹家族とともに少年期を過した。
家庭での教育を経て1908年、8年制の技術系高等学校へと入学した。この頃、ハンガリーで広く教えられていたマダーチ・イムレ (Madách Imre 姓-名) による古典的劇詩『人間の悲劇』(Az ember tragédiája)から大きな影響を受けた。この話では、アダムがルシファーに導かれ天地創造から未来の氷河期までの人類の歴史を旅し、人類は破滅を運命づけられており、人生とは無意味なものであることを説く内容であった。
1914年7月、16歳のときに第一次世界大戦が始まると、すぐさまこの戦争がオーストリア＝ハンガリーとドイツの同盟国側、および連合国の一翼のロシアの敗北によって終わらねばならないと周囲に公言していた。また、兵士を満載した輸送列車を見て素直に「熱狂はあまり見えないけど、酔っ払いなら大勢見える」と指摘したことで、無神経な物言いであるとたしなめられた。後年、シラードは「判断の明晰さはいかに感情に捕らわれないでいられるかの問題であり、このとき以来、不誠実であるよりは無神経であることを選択しようと決心した」と回想している。卒業後、ハンガリーで行われていた「エトヴェシュ物理学コンペティション (Eötvös Loránd Fizikai Tanulóverseny)」で全国2位を獲得している。

### 兵役と敗戦

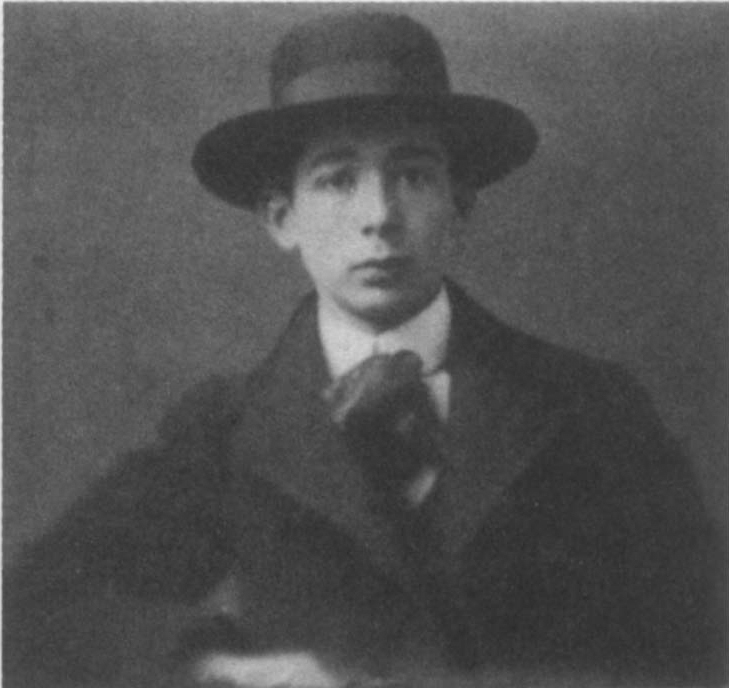
18歳ごろのレオ・シラード。

王立ヨージェフ工科大学 (Királyi József Műegyetem) に入学した翌年の1917年9月に当時の制度に従い士官候補生として徴兵された。一年間の士官学校生活を経て、オーストリア山岳地帯に訓練のため配属されている間に重い流感に罹り、休暇を願い出て故郷で療養することとなった。ほどなく前線に送られた所属部隊が全員行方不明となったという報せを聞き、あやうく難を逃れたのだと知った。その数日後、第一次世界大戦は終戦を迎えた。シラードは、このときの自分がオーストリア＝ハンガリー軍でスペイン風邪として報告された最初の患者でなかったかとしている。
敗戦後、ハンガリーの政情と経済は混乱し、激しいインフレによって邸宅を残して一族の資産はほとんど失われた。復帰した大学では政治運動が活発となり、レオ・シラードは弟ベーラ (Béla) とともにその流れに加わった。兄弟は、一見すると論理的にも奇妙にも見えたという新たな社会主義的税制を提唱してビラを作製し、学生団体を組織して集会を呼びかけた。その一度限りの集会には数十人の学生が集まったが、ビラに記した議論を読んで理解してきた者はほとんどいなかったという。
1919年3月、ハンガリーは外国の侵入を受ける中、クン・ベーラのソビエト政権が権力を掌握した。この年、兄弟はメーデーのパレードに参加したものの、赤色テロ (vörösterror) の横行や経済に対する政権の硬直的な考えによって幻滅を抱くことになった。6月になるとホルティ・ミクローシュに率いられた国民軍が蜂起するとともにルーマニア軍がブダペストを占拠して、クン政権はわずか4カ月で終焉を迎えた。ホルティが権力を握ると国内では前政権への反動として共産主義者やユダヤ人に対する白色テロ(fehérterror) が始まることとなった。レオらは直前にプロテスタントに改宗していたが、ユダヤ人に敵意を燃やす学生達によってお構いなく暴力的に大学から締め出された。ブダペストを離れベルリンで学問を続けようとしたものの、すでに新政権は前政権のシンパではないかとして兄弟を調査対象としており、出国査証を得るには大学の教員や友人、そして役人への賄賂の力が必要だった。レオは1919年のクリスマスの日に追われるようにハンガリーを後にした。

### ベルリン学生時代
1920年1月、伝手を頼ってベルリンに落ち着くと、ホルティ政権からの疑いが晴れて合流したベーラとともに、ベルリン工科大学へ入学した。当時、ベルリンはアルベルト・アインシュタインやマックス・フォン・ラウエ、マックス・プランク、リヒャルト・フォン・ミーゼス、ジェームズ・フランクなど一流の学者が活躍する物理学にとってのメッカであった。もはや工学の講義に飽き足らなくなったシラードは、その年の秋にはフリードリヒ・ヴィルヘルム大学（ベルリン大学）で物理学を学ぶことになった。 
活気ある学問の場に参加して、プランクやラウエ、ミーゼスなどの講義だけでなく、他学科の哲学や倫理学なども貪欲に受講した。さらには自らの率直さを生かしてアインシュタインに頼み込み統計力学のセミナーを受け持ってもらった。このアインシュタインのセミナーの参加者にはシラードの他、ユージン・ウィグナーやデニス・ガボール、さらに一時はジョン・フォン・ノイマンなど、後に有名となった他のハンガリー出身の学生も含まれていた。
翌1921年冬学期にはラウエに博士論文の指導を引き受けてもらったが、与えられた相対論の問題には何か月も実りがなかった。クリスマスに課題から離れて思い浮かぶままのアイデアを考えながら散策していたとき、ひらめきが訪れ、一つの論文を書き上げた。これは課題と異なるものであったため、シラードはまずアインシュタインへと相談した。アイデアは独創的なもので「それは不可能だ」と始めは驚いたアインシュタインも説明の後にはそれを気に入り、自信を得たシラードは論文をラウエへと提出した。ラウエはいぶかしくこれを受け取ったものの、シラードは翌朝それが博士号審査論文として受理されたことを知らされた。1922年シラードはこれにより系の変数のゆらぎへの熱力学第二法則の拡張に関する論文で博士号を取得した。

### 1920年代
第一次世界大戦後の巨額の賠償によりこの時期のドイツの経済状態は壊滅的な状況にあったが、シラードは博士号取得後もベルリンのあちこち研究室やカフェで議論を楽しんだ。1925年にラウエの助手として採用され、1927年には大学の私講師となった。この頃、イギリスやアメリカを含め各地を飛び回るとともに、粒子加速器などの多くの特許を提出している。現代数学に対する自己の能力不足を認識したシラードは、理論物理をあきらめ、リーゼ・マイトナーとの実験核物理学の研究や、生物学への転向、さらにはインドでの教授職など新たな進路を模索したが、見通しは芳しいものではなかった。
またシラードは、SF 作家 H. G. ウェルズの大ファンとして知られ、1920年代のベルリン在住時には彼の小説をドイツ語圏に紹介することに尽力した。特にこの時期に発表されたウェルズの小冊子『開かれた策略』(1928年)は、世界の政治的状況とその未来に対し強い関心を持ち続けた彼に大きな影響を与えたのではないかと指摘されている。この小冊子では、世界のかつてない変化に対応して、科学的精神を持った多くの集団が国家の枠組みを越え戦争を廃絶させる世界共同体の創設をめざして活動するための「策略」が議論されていた。
実際1920年代半ば、ヴァイマル共和国の議会制民主主義の衰退を感知していたシラードは、その崩壊に備えて彼がブント (der Bund) と呼んだグループを組織しようとしていた。ブントは将来「過飽和溶液中の種結晶」となることを意識して、深い宗教的・科学的精神により結びつきその内に民主制を代表させた一種の組織的エリート集団である。この計画は科学者エリートが政治・社会に関わっていくというその後の彼のさまざまな社会活動の端緒となるものとなった。

### 1930年代
1930年には世界恐慌の波及によってドイツの経済はますます混乱を深め、将来への不安は個人的問題に留まるものではなくなっていた。シラードはドイツで台頭してきたナチスに強い危機感をもち、多くの友人の見通しとは異なってナチスが権力を掌握するだろうと予想していた。実際に1933年1月にナチスが政権を握ると、2つのスーツケースに荷物を詰め込んだままとし、いつでも旅立つことができるようにした。この用心深い習慣は後に至るまで長らく変わることがなかった。2月中、ベルリンやブダペストで友人・親族に対してヨーロッパからの脱出を呼びかけて回ったが、聞き入れられることはほとんどなかった。2月27日に国会議事堂放火事件が起き共産主義者への弾圧が始まると、シラードの心配を杞憂だとなだめる友人のマイケル・ポランニーに対して、シラードは事件へのナチスの関与を主張している。3月23日、全権委任法が成立しアドルフ・ヒトラーによる独裁体制が始まると、ついに3月30日、シラードは単身でオーストリア行きの列車に乗った。これは国境で「非アーリア人」に対する取り締まりが始まるわずか1日前の列車であった。シラードは到着したウィーンで4月7日のドイツにおけるユダヤ系公務員の公職追放の決定のニュースを耳にすることになった。

### AAC設立
その後しばらくの間、シラードは次々にドイツを脱出してくる学者の受け入れ先の確保のためにあわただしく駆け回ることとなった。ウィーンでは、滞在中の経済学者ウィリアム・ベヴァリッジに対し、亡命学者のための職業紹介所の設立をたきつけ、これはロンドンの「学術支援評議会」(Academic Assistance Council, AAC)として実現した。この AAC はこの種の組織として最も大きなものとなった。
数か月の間、ロンドンの AAC の事務所で連日深夜まで働いたのをはじめ、自費でスイスやフランスなどにも足を伸ばし、さまざまな学者に接触して救援を呼びかけた。しかし、この間シラードは自らの進むべき道については迷っていた。AAC や協力した学者に対しシラードは自らも職を必要としていることを告げず、その誘いを断ってさえいる。救済に協力した学者の一人フレデリック・ドナンは「みなシラードが裕福なハンガリー貴族なのだと思っていた」と述べている。

### 連鎖反応
生物学の道をほとんど選びかけていた1933年9月、シラードはロンドンで著名な物理学者アーネスト・ラザフォードが行った講演の新聞記事を眼にした。ラザフォードはそこで、原子核の秘めたエネルギーを工業的規模で解放するのは絵空事 (moonshine) であると説いていた。
この記事は、彼にベルリンで読んだウェルズのSF『解放された世界』(1914年)を思い起こさせた。そこでウェルズは逆に原子エネルギーの開発とそれによる核戦争の勃発を予見していた。これらをきっかけにシラードは原子エネルギーについて終始考えを巡らせるようになった。ある日、ロンドン・サザンプトン通りの交差点で信号待ちをしている間に、前年発見された素粒子中性子による連鎖反応の理論的可能性に不意に思い至った。電気的に中性な中性子は容易に原子核に衝突させることができ、もしそれによって複数の二次中性子を放出するような種類の原子が存在すれば、莫大な核のエネルギーが放出されることになる。
シラードはすぐさま核エネルギーに関するいくつかの特許を取得した。後には、核連鎖反応のアイデアがナチス・ドイツに洩れることを防ぐために、この特許をイギリス陸軍に譲渡し秘密扱いにするよう申請したものの拒絶され、海軍へと同じ申請を行った。
彼はいくつかの根拠からベリリウムやインジウムなどを連鎖反応を生成する可能性のある有力な候補とみなし、病院の施設を借りて実験を行った。 実験によってベリリウムは中性子源として利用できることが判明したものの、期待した連鎖反応を起こさないことが分かった。
他の元素での実験を企図したものの、亡命先でしっかりした地位がなかったため資金難から十分な実験を行うことはできなかった。
1934年には日本の満州支配に抗議し、古典学者ギルバート・マレーに呼びかけて、日本政府に政策転換の圧力をかけるため日本の学者との学術交流のボイコット運動を組織し、また翌年にはソ連政府が物理学者ピョートル・カピッツァの渡英を阻止したことに対して、ポール・ディラックとともにソ連の学者に対する同様の呼びかけを行った。しかし、これらはいずれも所定の有力者の賛同を集められなかったため実行されていない。
それでもこうした核物理学の研究によってシラードはオックスフォード大学クラレンドン研究所に常勤研究員としての職を得ることができた。しかしヨーロッパでの戦争の勃発を懸念していた彼は、開戦の1年前にはイギリスからアメリカに渡ろうとすでに決意していた。1936年にナチス・ドイツが条約を破棄して軍をラインラントに進駐させると、戦争への懸念は確信へと変わった。図らずも自ら予見した通り第二次世界大戦勃発前年の1938年初頭には滞在先のニューヨークで帰国を取りやめ、そのままオックスフォードを退職した。

### 核分裂

ウランの核分裂の例。中性子 (n) がウランの同位体の原子核 (^{235}U) に衝突することにより核は分裂し数個の中性子を放出する。もしこの過程が連鎖的に継続すれば原子爆弾となる。

シラードはアメリカにおいて安定した地位を持っておらず、僅かな収入に頼って生活しなければならなかった。1938年10月にはミュンヘン協定によってズデーテン地方がドイツに割譲され、このニュースはシラードにイギリスの命運がつきたのだと思わせた。一方、年末までにはニューヨークでの実験でインジウムも安定であることが明らかとなり、このころシラードは連鎖反応は実現不可能なもので、自分は時間を無駄にしただけだと思うようになっていた。
失意のうちにイギリス海軍へ特許の機密指定解除を願い出る手紙を送った直後、シラードは旧知のウィグナーからドイツのオットー・ハーンらによる核分裂という新たな現象の発見を伝え聞くこととなった。リーゼ・マイトナーと甥のオットー・フリッシュの解釈によれば、このとき中性子の照射によってウランは2つの核に別れ、それに伴って莫大なエネルギーが放出される。こうしてシラードの予想とはやや違った形で突如としてウランによる連鎖反応の可能性が浮上した。シラードはあわてて前の手紙を取り消す電文を送るとともに、ナチスが原子爆弾を先に完成させるのではないかという強い危機感を抱くようになった。
ウランによる連鎖反応というアイデアはイタリアから亡命しコロンビア大学へ移ったばかりのエンリコ・フェルミの頭にもひらめいていた。シラードはイジドール・ラビとともにフェルミに連鎖反応の実験を促したものの、フェルミは実現の可能性は 10 ％程だとし、気乗りしてはいなかった。ラビは「それで死ぬかもしれないのなら、10 %は僅かな可能性ではない」としてフェルミを説得している。1939年3月、シラードのグループとフェルミのグループはコロンビア大学でそれぞれ別の装置を用いてウランの核分裂実験を行い、ともに複数の高速な二次中性子が放出されることを確認することとなった。シラードはこの日のことを後に次のように記している「私たちがしなければならなかったのは、背もたれに寄りかかりスイッチを入れることだけだった…。〔オシロスコープに〕輝きが現れ、それを10分ほど見つめてから…家へと戻った。その夜、私は世界が悲しみへと向かっていることを知った。」
シラードはこうして確認された結果を秘密にして置くよう強く主張した。しかし、前例のないこうした訴えを受け入れてもらうことは難しいものであった。このことが論議されているうちにフランスのフレデリック・ジョリオ＝キュリーらがシラードの要請を断って同様の実験を公表したため、大学の公的地位のなかったシラードの主張はフェルミや大学の関係者に押し切られる形となり、結果はともに公表された。
こうして早くもこの年の4月末には、ウランの同位体が分離できさえすれば、一つの都市を吹き飛ばす爆弾になりうるというセンセーショナルな記事が新聞を賑わせることになった。

### アインシュタインの手紙
この時期、シラードらはアメリカ政府に対してナチスの核開発の危険と研究の支援を訴えたが、こうした亡命科学者の訴えはほとんど反応を引き起こすことができなかった。アメリカ政府への核開発の働きかけとして現在とりわけ有名な大統領フランクリン・ルーズベルトに対するアインシュタインの手紙はこうした中で作成されたものであった。
シラードによれば、この大統領への覚え書きが作られた経緯は以下のようであった。当初、ウィグナーとシラードは、ベルギーがコンゴで採掘しているウランがナチス・ドイツの手に渡ることを懸念していた。アインシュタインがベルギーの王太后エリザベートとの交流を持っていることを知っていたシラードは、ウィグナーとともにアインシュタインを通じて王太后への手紙を依頼しようとしていた。しかし、頭越しに外国へ接触することをアメリカ政府が嫌うことを懸念したシラードらは、まずアメリカ政府へのコネのある科学者への接触を試みることになった。
彼らが接触したアレクサンダー・ザックスは、当時から抜群の知名度があったアインシュタインが手紙を書けば直接大統領へ手渡すことを約束した。やがてこの試みにはエドワード・テラーも加わり、事情を説明されたアインシュタインも協力を快諾した。こうして交渉の相手はアメリカ大統領となり、アインシュタインが元々ベルギー大使館宛に口述していた草案を元にしてシラードが2つの最終案を起草し、1939年8月2日にアインシュタインが選択し署名した手紙がザックスへと渡された。この手紙では、連鎖反応が近い将来実現されるであろうことと、それが強力な爆弾となり得ることを指摘した上で、アメリカ政府の核エネルギーへの関心の喚起と当面の研究資金の支援を訴え、さらに核エネルギーの研究がすでにドイツの政府レベルで行われていることを示唆させる事実を指摘していた。
アインシュタインの手紙が書かれたのはヨーロッパでの開戦のひと月前であったが、大統領に届けられたのは10月になってからであった。その後「ウラン諮問委員会」が開かれ、6,000 ドルの研究資金が直接与えられることが決定された。
しかし政府の動きは遅く、このわずかな資金を得るためにシラードは再びアインシュタインに手紙を依頼しなければならなかった。結局1940年4月の2度目の委員会の決定を経て資金を得たフェルミとシラードは、すぐさま黒鉛の中性子吸収に関する実験を行い、それが極めて低いものであることを突き止めた。核分裂で放出された二次中性子が制御された連鎖反応を維持するためには、中性子の速度を落とす適当な減速材が必要となる。実験結果は、黒鉛を減速材として用いた天然ウランの自足的連鎖反応が可能であることを示していた。今度はこの結果が公表されることはなかった。

### シカゴ・パイル
1940年6月にウラン諮問委員会はヴァネヴァー・ブッシュの「科学研究開発局」(Office of Scientific Research and Development, OSRD) のもとへ引き継がれることとなり、4万ドルの資金がコロンビア大学へと与えられた。連鎖反応維持の理論的見通しが立ち、新たな資金によって大学から正式に雇用されることになったシラードはフェルミに協力して高純度の黒鉛やウラニウムの調達に奔走した。しかし、政府が絡んだことによる行政手続き上の障害もあってこの調達は難しく、この時期、作業は遅々としてはかどらなくなっていた。
一方、連鎖反応を加速させ原子爆弾とするためにはウランの同位体のひとつであり分裂の容易なウラン235の割合を濃縮することが必要であった。イギリスに亡命していたオットー・フリッシュとルドルフ・パイエルスによってこれが可能であることが示され、原子爆弾が可能であるとしたイギリスのMAUD委員会の報告がアメリカ政府へもたらされると、シラードが訴えてきた連鎖反応の理論的可能性は原子爆弾という兵器の実現可能性としてようやくアメリカ政府の強い関心を引くものとなった。1942年6月、陸軍の管理下で原子爆弾実現のためのマンハッタン計画が開始された。

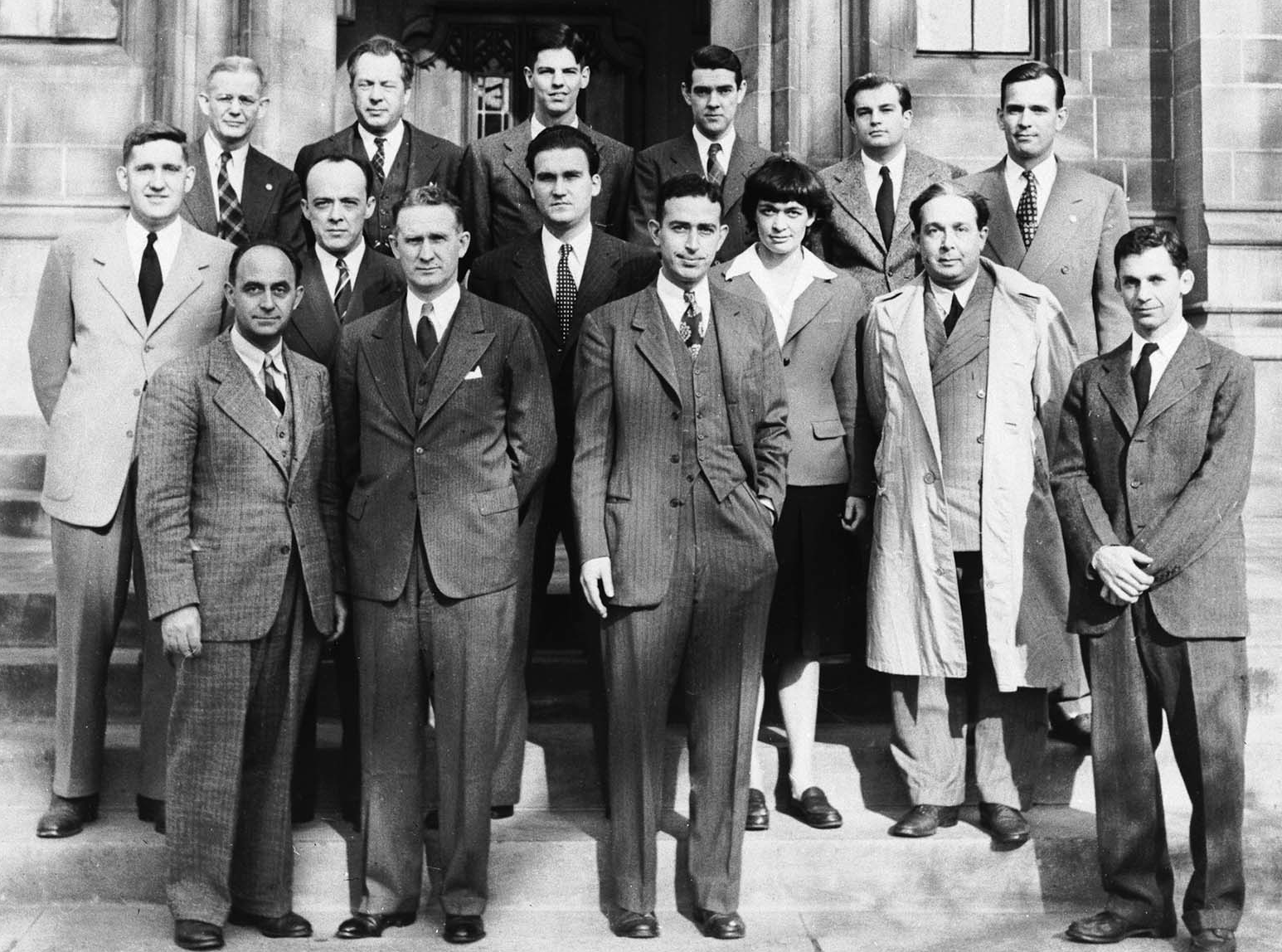
原子炉シカゴ・パイルの開発者たち。中列一番右の明るいコートの人物がシラード。前列一番左はエンリコ・フェルミ。

この頃にはすでに、天然ウランに豊富に含まれるウラン238が中性子吸収を行うことによって生成される新元素プルトニウムも爆弾として有望であると見られていた。シラードは、シカゴ大学のアーサー・コンプトンを長とする「冶金研究所」へ移動していたフェルミの研究に参加し、そこでプルトニウム生産のための原子炉の作成に協力することとなった。フェルミらと共に連鎖反応研究の第一人者であり、野心を隠すタイプでなかったシラードは、ここで計画をコントロールできる高い地位を望んでいることを表明していたが、実際に与えられたのはフェルミの助手の地位でしかなかった。シカゴ市街にある大学構内の競技場に作られた世界初の原子炉「シカゴ・パイル1号」は1942年12月2日に臨界を記録した。シラードはフェルミに対し「この日は人類にとっての暗黒の日として記憶されるだろう」と述べている。その後、シラードはプルトニウムの生産における炉の冷却の問題などに関わった。

### 軍との対立
ようやく開始されたマンハッタン計画であったが、シラードが計画に公然と異議を唱えだすのに時間は掛からなかった。科学者を小さなグループに分け、意見交換を禁止した計画の秘密主義的な運営は、知的放浪者としてのシラードの性質とは相容れないものであり、シラードは度々その機密保持上の要請を無視した。コンプトンは1942年10月には早くもシラードを研究所からはずそうとしたが、シラードと親しい同僚の反発を恐れて思いとどまっている。アメリカが原爆開発に遅れを取っていてはドイツに負けるというシラードの長年の訴えは、これより前の1940年にすでにシラードを海軍情報局の監視対象としていた。皮肉にもこのときの報告書はシラードを「ドイツが戦争に勝つだろうと思うと幾度も表明してきた…きわめて親ドイツ的」な人物だとしている。
決定的な対立は計画の指揮官であるレズリー・グローヴズ准将との間で起こった。プルトニウム製造工場を請け負ったデュポン社との非効率な情報交換による計画の遅れにシラードは不満を訴えたが、これに対しグローヴズは、シラードをドイツのスパイの疑惑がある敵性外国人であるとして戦争終結まで拘禁すべきだとした。これは陸軍長官ヘンリー・スティムソンによって拒絶されたものの、シラードは計画から隔離され、それ以降、陸軍による常時の監視下で盗聴や尾行が行われた。計画への復帰を求めるシラードの武器は政府資金がもたらされる前にフェルミとともに有していた特許であった。結局1943年12月に妥協が成立し、シラードは抑えられた給与で研究所の支払名簿に復帰することになった。
しかしシラードは計画への物理学上の興味を失い、計画と爆弾の政治上の問題にのめりこむようになった。1944年1月には、ブッシュへの書簡の中で依然計画の遅れに不満を述べている。シラードは、その理由に戦後の国際的核管理体制構築の必要性を持ち出しているが、この時点では原爆の使用に関してブッシュとの違いはなく、次のように述べ、原爆が使用されなければ原爆を管理する国際的合意に至らないかもしれないとも訴えている。「高性能の原爆がこの戦争で実際に使用され、大衆の心にその実際の威力が深く浸透するのでなければ、そうした政治的行動を取ることは難しいものとなるでしょう。おそらくはそれが私にとって、自分の周りで起こっていることに苦しんでいる大きな原因なのです。」

### 実戦使用阻止の試み
計画後半になると冶金研究所には時間的余裕が生じ、1945年に入るころには原爆の持つ社会的・政治的意味についての議論が研究者の口に上るようになっていた。1945年3月には、連合軍のストラスブール占領によってナチスの原爆開発の脅威はないことが明らかとなった。これはシラードらにとって思いがけないことであり、シラードらにとって働いてきた目的を失わせるものであった。同じ頃、東京大空襲など日本に対する大規模な焼夷弾爆撃が開始されており、原爆は日本に対して使用されるのではないかとの懸念が広がった。
シラードは3月後半に再びアインシュタインを通じてルーズベルトへ接触しようとした。機密保持条項のため計画外にいたアインシュタインには内容について一切告げられなかったが、これにより大統領への紹介状を得て、シラードはそれに付す覚書を執筆した。覚書では、軍が「この爆弾の対日戦争中での使用を考慮している」が、これは「合衆国が世界において占めてきた強力な地位の破壊に導く道にそって…動いている」ものだと述べ、戦後の核開発競争を避けるために科学者との協議を行うことを訴えている。アインシュタインの紹介状によってシラードは大統領夫人エレノア・ルーズベルトとの面会の約束をとりつけることができたが、この望みが果たされるより先の4月12日に、大統領急死のニュースが報じられた。
新大統領ハリー・S・トルーマンへの接触工作をはじめからやり直し、5月末に次期国務長官ジェームズ・F・バーンズとの会談にこぎつけた。ここでシラードは、現在の状況ではなく数年後に予測される状況に基づいて原爆に関する決定を行うべきであるとした上で、核時代におけるそうした将来予測は科学者こそが正確に評価できるものであり、爆弾に関する政治的決定に科学者の意見を尊重することを訴えた。そして、実際原爆を日本に対して使用し原爆の存在が明らかになれば、数年でソ連も原爆を開発し両国を破滅させかねない核開発競争に突入するだろうと主張した。バーンズはソ連が短期で核兵器を開発するとは理解せず、むしろ原爆の使用がアメリカの優位を誇示しソ連を扱いやすくすると考えていたため、この主張を受け入れることはなかった。また爆弾を使用しなければ20億ドルを要して何を得たのか議会に説明できないだろうと主張した。
また直後にワシントンでロバート・オッペンハイマーと会ったものの、原爆の使用についても戦後の核管理についてももの別れに終わっている。
このシラードの独断専行的なバーンズ訪問はグローヴズの怒りを買い、冶金研究所に混乱をもたらすことになった。研究所指導者のコンプトンは、ジェイムス・フランクを委員長とし、シラードも参加した委員会で科学者の観点から原爆の政治的影響を議論し報告することとした。報告書はフランクのメモを元に、その長年の同僚であったユージン・ラビノウィッチにより起草された。シラードの提案によって、原爆の実戦使用の前にデモンストレーションを行うべきだというアイデアも盛り込まれた。この「フランクレポート」は6月11日に原爆使用の決定を行う「暫定委員会」(Interim Committee) のスティムソン陸軍長官に提出されたが、すでに行われていた日本への投下の決定に影響を与えることはできなかった。

### 請願書と原爆投下
この頃には、すでに日本への原爆投下が避けられないことがシラードらには明らかなものとなっていた。フランクレポートがうまくいかなかったことを認識したシラードは、効果を発揮する可能性は小さいだろうと知りつつ、人道的見地を根拠として日本への原爆使用に反対する大統領への請願書（シラードの請願書）を独自に起草し、幾度かの書き直しを経て7月17日に冶金研究所の科学者に回覧し70名弱の署名を集めた。またマンハッタン計画のオークリッジ研究所へも写しが送られ署名を得たが、ロス・アラモス研究所では、エドワード・テラーがその扱いを相談したオッペンハイマーの反対により回覧されることはなかった。この請願書はやはり軍の反発を受けることとなり、軍を介した正規のルートで送られることになった。しかし、請願書は8月1日まで計画指揮官のグローブズの元に留め置かれ、その後スティムソン長官のオフィスへ届けられたものの、このときスティムソンはポツダム会談のため大統領とともに海外におり、原爆投下後まで目にされることはなかった。
シラードは広島と長崎への原爆投下のニュースによってその努力が報われなかったことを知った。後の妻ゲルトルート・ヴァイスへの8月6日付けの手紙の中では、この行為が「10年単位の現実的な観点で見ても、人道的な見地においても、史上最悪の過ち」であると述べている。長崎への原爆投下直後には大学礼拝堂付きの牧師へ2つの都市の犠牲者に対する祈祷と生存者への献金の呼びかけを願い出、またシカゴ大学学長であったロバート・メイナード・ハッチンスを通じて戦後世界における原子爆弾の意味について討議する有識者会合を9月に行った。さらにアメリカとソ連の科学者による討論によってソ連との協定づくりがより現実的なものとなると考え、双方の会議を構想したが国務長官バーンズの反対で実現はしなかった。
1945年10月、陸軍省は戦後も軍主導で原子力の管理を行う委員会の設立を目指して原子エネルギー管理法案（メイ＝ジョンソン法案）を議会に提出した。この頃計画に参加した科学者の原爆に関する発言は依然として軍から封じられていたが、それが法案を容易に通すためのものであることを知ったシラードは憤慨し、その事実を新聞へ暴露した。その後この問題は科学者の間に広がりを見せ、結局、文民統制を主軸とした原子力委員会の設置に繋がった。

### 第二次世界大戦後の核開発競争
1947年までには、シラードは以前から興味を抱いていた分子生物学の研究へと転向し、コールド・スプリング・ハーバー研究所のマックス・デルブリュックの元でファージ・コースに参加しのち、シカゴ大学社会科学科のアドバイザーとなるとともに放射線生物学・生物物理学研究所でアーロン・ノーヴィク (Aaron Novick) とともに自身の研究室を持った。しかしシラードはその後の大半の時間、大学へは立ち寄ることはなく、各地を渡り歩いて数多くの学者に接触し社会的活動を含む活動を継続した。デニス・ガボールによれば、1950年代の西側の主だった物理学者でシラードに会ったことのない人物はいなかったといい、学者同士が立ち話をしていると、どこからともなくシラードが現れ割り込んでくることは「シラード効果」として冗談の種にもされた。一方、こうした「流浪の教授」としてのシラードの地位と収入は不安定なものとなった。時はシラードが所属していた研究所の閉鎖のため、シカゴ大学の社会科学科に所属し生物学の研究を行う元物理学者という地位でさえあった
原爆投下とともに幕を開けた戦後世界の見通しは、シラードにとって明るいものではなかった。終戦直後には「直面せざるをえない問題は、第三次大戦を経ることなく世界政府を…持てるかどうか」であるとし、そのチャンスは 1/10 ほどしかないと考えていた。1949年にソ連が原爆開発に成功し、翌年アメリカが水素爆弾開発の決定を下して米ソは際限のない核開発競争へと突入することになった。シラードは水爆開発への反対を公言し、すべての生命を死滅させることが可能な兵器さえ実現可能になるとして「コバルト爆弾」(cobalt bomb) のアイデアを提出した。このいわゆる終末兵器 (doomsday machine) は、単に水爆のタンパー（覆い）をコバルトに替えただけのものであり、その気になれば容易に作り出すことが可能なものであったが、とりわけ長期の強い影響を残すコバルト60を含む放射性降下物を生成し、シェルターへの短期間の退避を役に立たないものとする。

### 核抑止論
一方、1950年代後半に、科学者の間で核実験の停止へと向けた運動が活発になると、シラードはそれが核開発競争の停止や平和の構築に繋がるという議論に疑いを投げかけ、政治目的のために科学をねじまげるものだと批判した。この頃には水爆の小型化が可能となり、さらに1957年、ソ連が初の人工衛星スプートニク1号の打ち上げに成功して、米ソの対立は不安定な過渡期を経た後に、やがて水爆弾頭を搭載した長距離ロケットによる手詰まり段階へと進展すると思われた。シラードは相互確証破壊の条件を確保することで爆弾を保持したまま平和を維持するいわゆる核抑止の考えをまとめ、1958年の第2回パグウォッシュ会議を初めとした会議で表明することになった。こうした意見は他の参加者たちを当惑させつつもやがて趨勢となった。この核抑止論は、核兵器を「絶対悪」とした日本の学者からは批判された。シラードは1960年に論文『爆弾と共に生き、そして生きのびる方法』(How to live with the bomb and survive)をまとめ、ここでは核の手詰まり状態を予測し、許諾された脅威を定め、限定核戦争が勃発した場合の相互の都市への核攻撃におけるルール作りのようなものさえ案出した。

### 病床からの活動
1959年、膀胱癌を患ったが、手術は費用対効果がよくないとして、通常の治療に代え放射線治療を受けた。死を意識するようになったシラードは、入院中も病床からさまざまな活動を続け、核抑止の論文を仕上げるとともに、回想録や短編集『イルカ放送』 の口述を行った。個室にはジャーナリストや他の科学者が忙しなく訪れ、シラードは「衰えた癌の犠牲者というより、くつろいだ丸顔のローマ皇帝」のようであったという。また、ソ連の最高指導者ニキータ・フルシチョフとの手紙のやり取りを通じ、1960年のフルシチョフの訪米時には一時的に病院を離れて2時間の会談を行っている。ここでは終戦直後から訴えてきた米ソのホットラインの開設などを提案し、これはキューバ危機の後に実現することになった。
1960年にはアルベルト・アインシュタイン賞を、またウィグナーとともに平和のための原子力賞を受賞し、さらにアメリカ人道主義協会 (American Humanist Association, AHA) によって「今年の人道主義者」(Humanist of the Year) に選ばれた。
当初シラードはこの年の大統領選で勝利したジョン・F・ケネディに期待を寄せたものの、1961年のピッグズ湾事件やベルリンの壁建設への対応、そして核戦争勃発直前の事態に及んだ1962年のキューバ危機によって失望を味わうこととなった。
1961年には『イルカ放送』(The Voice of Dolphins)という SF 的な短篇集を出版し、冷戦下における科学と政治についての彼の世界観を開陳している。
退院後の1961年にシラードは『我々は戦争への道を歩んでいるか?』(Are we on the road to war?) と題した講演を行うとともに「現時点でワシントンでは英知が勝利する可能性はない」と断じて、核戦争の脅威を警告し、 合理的な軍縮の方法を模索することを目標としてロビー活動を行う政治的目標を明確にした科学者などによる組織「戦争廃絶のための協議会」(Council for Abolishing War)を設立した。ほどなく「住みやすい世界のための協議会」(Council for a Livable World)と改称したこの組織には、過去に委員としてハンス・ベーテやカール・セーガンなども務めており、連邦議会選挙に際して特定の議員を支援している。
1964年2月にソーク研究所の終身フェローとなりカリフォルニアへ移ったが、5月30日、就寝中の心臓発作のため66歳で他界した。遺灰は故郷のブダペストに送られその地で埋葬された。1974年にアメリカ物理学会は社会貢献の分野で物理学の発展に尽くした人物に送られる賞として「レオ・シラード賞」(Leo Szilard Lectureship Award) を創設した。また彼に因み、月面の裏にある直径120 kmあまりのクレーターに「シラード」(Szilard) の名が与えられた。

## 人物
少年期のシラードは知的に早熟で発明に熱中したが、ひどく不器用で、ピアノを習っても音の強弱の違いが遂に理解できず止めてしまった。学者となってからも、突飛なアイデアを出すことに情熱を傾けるものの、手を動かす地道な作業が必要となるとあからさまに興味を失い、実験に勤しんでいたフェルミを怒らせることもあった。また子供の頃から過剰に心配性でもあり、血や暴力や激しい運動も苦手であった。子供の頃彼の妹が外で遊んでいるうちに引っかき傷を作ると、慌てふためいて室内に運び入れた後で気絶してしまったという。
社会的活動に奔走する一方で、シラードの私生活はしばしば修羅場となった。生涯の多くの時期、安定した地位に付くことはなかったため、最晩年まで経済状態は度々危機に瀕した。家庭を持つことにも関心がなく、ブダペスト時代からの恋人には、自分は働き蜂であってオス蜂ではないとして結婚を断っている。1951年10月13日、53歳のときにベルリン時代からの付き合いであったコロラド大学デンバー校医師のゲルトルート（トルーデ）ヴァイス (Gertrud "Trude" Weiss) と正式に結婚したが、友人にさえそのことを秘密にした。実際、13年の短い結婚生活も最後の3年を除いては夫婦別々の生活を営んだ。シラードの突然の死の後、親友であるウィグナーはシラードに献身的に尽くした妻ゲルトルートへの悔やみを述べた手紙の中で、彼女抜きでは何年も前にシラードに悲劇的な破局が訪れていただろうと述べている。

## 評価
原子爆弾開発における先導性に限らず、戦後のさまざまな活動でもシラードは積極性を失わなかったが、その自由奔放で、ひと時もじっとして居られない短気で自己中心的な性格は、それらを現実のものへと押し出す強力な力となるとともに、ときに軋轢を生み出しもした。こうしたシラードへの評価は人により、また同一人物の中でも大きく分かれることになった。
ピューリッツァー賞を受賞した『原子爆弾の誕生』(The Making of the Atomic Bomb, 1986年) の著者のリチャード・ローズは、シラードが「国家の運命の予言者であった16歳から H. G. ウェルズと出版権を交渉し開かれた策略家となった31歳までのどこかで、彼自身の『開かれた策略』を抱いた」のだろうとする。彼の抱いたその世界を救うという目的のためには、シラードは他者への辛辣さもいとわなかった。
イギリスの作家で物理学者でもある C. P. スノーはシラードについて「強烈な自我と無敵の自己中心性をもち、よい結果をもたらす目的のためには、その個性の力を仲間たちに向け前面に押し出した。その意味で彼は縮図だがアインシュタインとの家族的類似性を持っていた」とする。
シラードとの間に数々の軋轢があったマンハッタン計画の指揮官レズリー・グローヴスは、戦後、「どんな雇い主であれ、あんなタイプの男は厄介者としてクビにしただろう」と述べ、大統領に掛け合おうとするシラードの厚かましさを人種的理由で説明した。
一方、その著作のみでシラードを知る人々には、しばしば科学者の良心を代表する人物のようにもみなされた。戦後刊行されシラードも多く寄稿している『原子力科学者会報』(Bulletin of the Atomic Scientists) は、ソ連の研究所で核兵器の開発に携わっていた科学者らにも読まれ、シラードは「人類を導く良心の権化」だとみなされていたという。ソ連の水爆の父であり、後にソ連を代表する反体制派知識人となるアンドレイ・サハロフは、核兵器を開発する科学者の立場をパラドクシカルに描いたシラードの短編小説『私は戦犯として裁かれた』(My Trial as a War Criminal) を研究所の仲間に配り、その内容が提起する道徳的問題を互いに議論した。
化学者藤永茂は、ときにこうして持ち上げられるシラードが原爆開発の物語を「劇化するための便利」な道具立てで、なおかつその物語の著者の無罪証明として利用されているのであり、ウィグナーの挙げたシラードの尊大な性格を引用してシラードは「堕ちた偶像」なのだとする。さらに戦後の活動に触れて「核爆弾、『ヒロシマ』を絶対悪として直ちに退けるかわりに、核抑止という政治的イデオロギーのもとで、核爆弾と共に生きることを我々に強いてきた責任をレオ・シラードは背負わなければ」ならないと手厳しく批判している。
冶金研究所の同僚で『原子力科学者会報』編集主幹ユージン・ラビノウィッチは、相次いで亡くなったジェームズ・フランクとシラードへの追悼文の中で、両者を対比させながら彼の独特の気質を次のように表している。「レオ・シラードは（フランクと）まったく異なる人で、彼に同居する独特の組み合わせを言い表すのはずっと難しい。孤独な思索者かつ政治的アジテーターであり、徹底した人道主義者である一方、ときに傲慢であり、一見すると言葉とアイデアにあふれた皮肉屋であった。フランクはすべてが一貫しており、シラードは矛盾に満ちていた。フランクは正しく慎み深いことで偉大であり、シラードはどんな誤った慎みをも持たないことで偉大であった。フランクは家族と学生に対して暖かく接し、シラードはほとんどいかなる個人的繋がりからも完全に自由で、その関心はアイデアと社会活動へと集中した。」
冶金研究所時代、原爆の実戦使用に反対する政府へのアピールの方法について、年長のフランクは手続きに則り陸軍長官へ提出するほうが有効だとし、シラードはそれらを迂回し直接大統領へ訴えるべきだとして両者が対立した。ラビノウィッチはこのときの会話を引用している。「彼（フランク）は若い同僚に訴えた『君は私より賢い (clever) かもしれない。だが信じて欲しい、私の方が賢明 (wise) なのだよ。』シラードは大きなジェスチャーでおじきをしながら答えた『サー、その意見には半分だけ賛成しますよ。』」
フランクは冗談めかして、シラードを冷凍庫に閉じ込めてしまい、新しいアイデアが必要なときだけひっぱり出すべきではないかと提案している。
「シラードは極めて複雑な個性を持っていた」と物理学者ハンス・ベーテも述べている。「私が知っている人々の中で最も頭のいい人間の一人だった。ひどく速くそして深く考えが巡るので、我々が何時間も話した後でようやくその価値が分かるようなアイデアを生み出すことができた。これは彼の長所でもあり、また当然、欠点でもあった。彼はいつも先に進みすぎていて、アイデアはしばしばパラドクスの形で示された。だがそのパラドクスは必ずしも理解不能とは限らなかった。」
シラードはジョーク好きで、パラドクスをアイデアとしてだけでなく多くのジョークとしても楽しんでいた。湯川秀樹は、朝永振一郎らと第1回パグウォッシュ会議に出席したが、会議の終了後、足早に人々が去っていく中、会場に最後まで残ったのは、会議では正反対の意見を述べた日本人3人とシラードとであった。その後、4人はドライブへと行き、湯川は車中でシラードから終始こうしたジョークを聞かされたことについて述べている。
湯川秀樹は核兵器を絶対悪としている。
シラードと同じハンガリー出身の長年の友人であり、アメリカの水爆の父とも呼ばれる物理学者エドワード・テラーは、戦後になってから核軍備管理問題や政治問題でシラードと対立することになった。 テレビ討論会なども含め公私にわたって多くの討論を続けたが、最終的には「両者が一致しないということで一致をみた。」 テラーは、シラードがどんな場合でも破らなかった原則があるといい「彼は彼に期待されているようなことを決して言おうとしなかった。 人を動揺させることは気にも留めなかったが、人を退屈させないように何より気を配った」と述べている。
やはり同じハンガリー出身で学生時代からの知己であるユージン・ウィグナーはシラードの死後、次のように述懐している。「人々は彼を厚かましいと言ったが、私は『厚かましい』というレッテルは彼の本質を捉えていないと思う … より適切な言葉では『極めてくつろいでいる』 (well-relaxed) あるいは『重荷から解放されている』 (unencumbered) なのだろう。」
ウィグナーは、それでも、シラードを長年の付き合いでも自分が決して解くことのできなかったパズルだと呼び、ときに辛辣にシラードの内面を分析しつつもこう結んでいる。「シラードには、欠点があった。そう、人をひどく苛立たせた。私ほどそれをよく知っている人間はいない。しかし彼の欠点のすべては本来的に罪のないものだった。欠点はあったとしてもレオ・シラードは私が得た最良の友であった。」

### 十戒
マンハッタン計画以前の1940年、シラードは自らに対する戒めとして以下のような自らの十戒をまとめ、後に『イルカ放送』のドイツ語版で発表した。シラードの死後、彼のテープ録音の回想録と資料とをまとめたスペンサー・ウィアートとシラードの妻ゲルトルートはそれを「シラードの精神を肖像画のように表」すものとしてその『シラードの証言』にも収録している。
1. 物事の関わりと人の行動原理を理解しよう。そうすれば、自分が何をなそうとしているかも理解できる。
2. 自らの行いは価値ある目標へと向けよう。ただしそれに到達できるかどうかを問うてはならない。そうした行いは規範や実例となるものであって、目標と取り違えてはならない。
3. それがどのような影響をもたらすかを考慮することなく、すべての人に自分自身へと語るように語りかけよう。そうすれば、人々を自らの世界から締め出し、孤独の内に人生の意味や、完全な創造性への信念を見失ったりしないだろう。
4. 自らが創造できないものを破壊してはならない。
5. 裁判に手をつけてはならない、空腹でない限り[注 11]。
6. 自らが持てあますものを欲しがってはならない。
7. 必要もなしに嘘をついてはならない。
8. 子供を尊ぼう。敬意をもって彼らの言葉に耳を傾け、限りない愛情をもって語りかけよう。
9. 6年の間は仕事に打ち込もう。ただし7年目には、おのれ一人となるか、見知らぬ人々の下へと歩みだそう。そうすれば、友人たちの思い出が自らが歩んできたことを妨げることはない。
10. 人生を気楽に過ごし、声が掛かったときにはいつでも旅立てるようにしよう。

## 著書・資料集
存命中、ほとんど過去を省みることも業績を積み上げることへの関心もなかったシラードが出版した書籍は『イルカ放送』のみである。また、公刊された論文の数も学者としては少ない。シラードの死後、妻のゲルトルートが中心となって、こうした論文や特許、またスーツケースなどの中に雑然と保管されていた資料が整理され3巻の資料集としてMIT出版から公刊された。
原書発行年順
- Szilard, Leo (1961). The Voice of the Dolphins: and Other Stories. Simon & Schuster (Expanded Edition, 1992) Stanford, CA: Stanford University Press, ISBN 978-0-8047-1753-3.
邦訳: シラード, レオ『イルカ放送』朝長梨枝子 訳、みすず書房、1963年。
- Feld, Bernard T., and Gertrud Weiss Szilard (eds.) (1972). The Collected Works of Leo Szilard: Scientific Papers. Cambridge, MA: MIT Press. ISBN 978-0-262-06039-4
- Weart, Spencer R. and Gertrud Weiss Szilard (eds.) (1978). Leo Szilard: His Version of the Facts. Cambridge, MA: MIT Press. ISBN 978-0-262-19168-5
邦訳: ウィアート, S.R., G.W. シラード 編『シラードの証言: 核開発の回想と資料 1930–1945年』伏見康治, 伏見諭 訳、みすず書房、1982年。ISBN 978-4-622-02430-9。
- Hawkins, Helen S., G. Allen Greb, and Gertrud Weiss Szilard (eds.) (1987). Toward a Livable World: Leo Szilard and the Crusade for Nuclear Arms Control. Cambridge, MA: MIT Press. ISBN 978-0-262-19260-6

## 映画・ドキュメンタリー
- NHK特集『あの時、世界は… 磯村尚徳・戦後世界史の旅』第2回「マンハッタン秘密計画―ある亡命科学者の回想から」（1978年4月10日）[115]。―シラードによる回想の録音テープを元にマンハッタン計画を描いた。ディレクターの安間総介によると、書籍の脚注にあった録音テープの短い記述を端緒にテープ内容の確認と関係者への取材や文書確認によって番組を作り、後にアメリカ本国でも放送されたという[116]。関連書籍によれば、存命だったウィグナーや妻のゲルトルートにも取材をおこなっている[117]。
- 『デイワン—最終兵器の覚醒（めざめ）』 (Day One) — 1989年、アメリカのテレビ映画。ピーター・H・ワイデン（英語版）の同名書籍[118]を原作として、シラードのドイツ脱出から、マンハッタン計画、日本への原爆の投下までをほぼ史実に沿って描く。前半ではシラードが中心的役割を果たす。エミー賞を受賞。(Day One - IMDb（英語）)。
- Breaking the Chain — 2009年、アメリカの短篇映画（14分）。1939年、コロンビア大学における実験でウラン核分裂による二次中性子放出を確認し、連鎖反応と原子爆弾が実現可能であることを確信したシラードが、フェルミと学部長ジョージ・B・ペグラム（英語版） を相手に実験結果の公表を思い留まらせようとした経緯に焦点を当てる[119]。(Breaking the Chain - IMDb（英語）)。
- The Genius Behind the Bomb ―米テレビドキュメンタリーシリーズ『Nova（英語版）』中の1作（1992年、第19シーズン第11話）。シラード本人、弟ベーラ、ハンス・ベーテ、ヴィクター・ワイスコフなどのインタビューを含む。(The Genius Behind the Bomb - IMDb（英語）)。